# Monestir de Sant Pau (Atos)

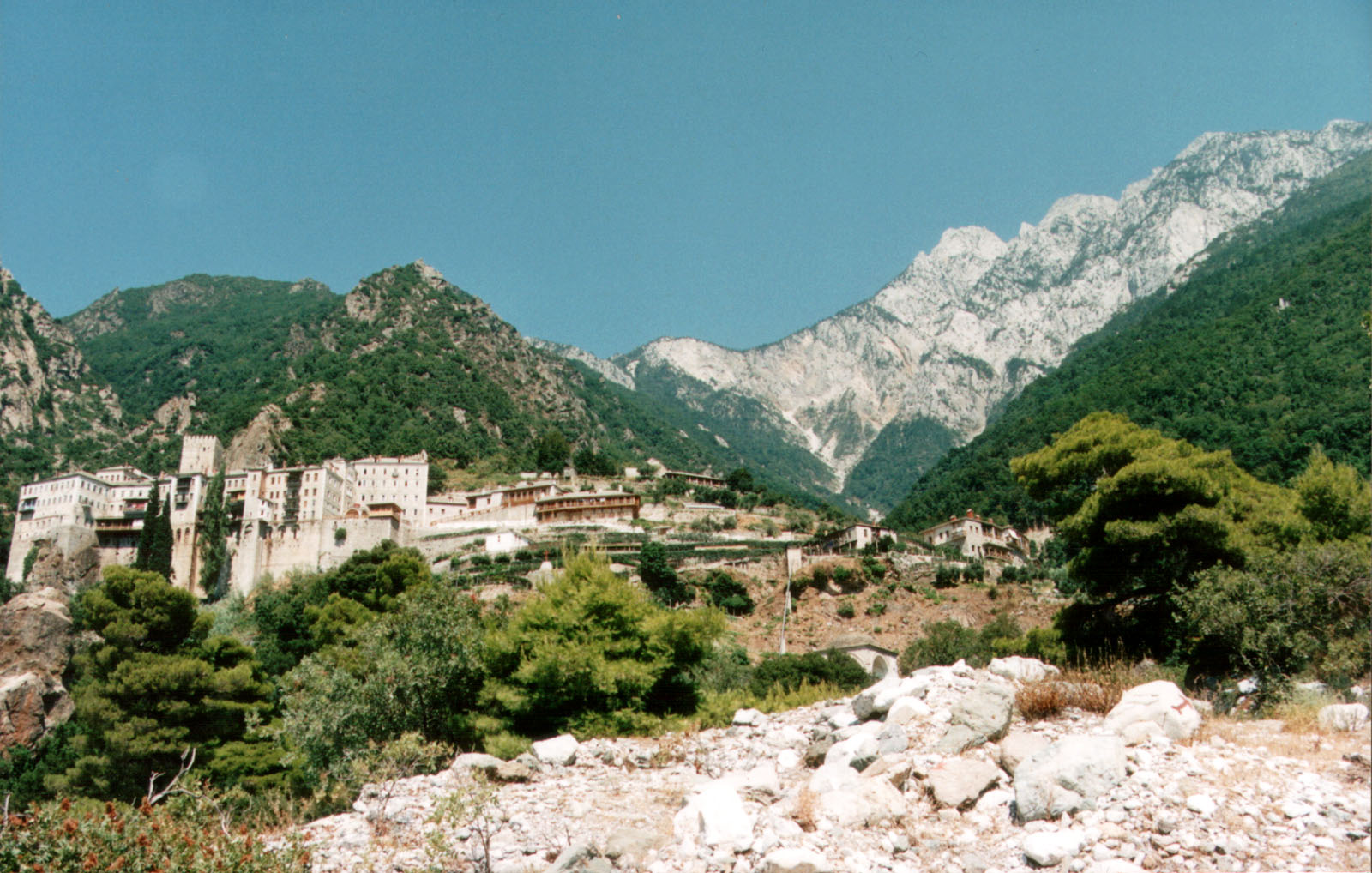
Monestir de Sant Pau

El monestir de Sant Pau (grec: Μονή Αγίου Παύλου, Moní Agiu Pavlu) és un monestir de l'Església Ortodoxa situat al mont Atos, a la part occidental de la península Calcídica de Grècia. La seva katholikon o església principal està dedicada a la Presentació de Jesús al Temple i celebra la festivitat el 2 de febrer del calendari julià o 15 de febrer del calendari gregorià.
El fundador del monestir va ser Sant Pau de Xeropòtam. Al segle xiv el monestir fou abandonat, fins que el serbi noble Antonije Bagas va comprar i restaurar el monestir, que estava en ruïnes, entre 1355 i 1365. El segle xv el monestir va rebre donacions de diversos reis i prínceps i anà creixent la seva fama fins a finals del segle xviii i principis del XIX. L'edifici patí un incendi el 1902 i una inundació el 1911.
El bisbe Uspenski (1804-1885), durant la seva visita a l'octubre de 1845, va deixar-hi 12 pàgines de l'Evangeli de Radoslav, que segons la seva opinió eren els més valuosos. Algunes es van lliurar a la Biblioteca Nacional de Rússia de Sant Petersburg i altres es van perdre. Actualment la biblioteca conté 494 manuscrits i més de 12.000 llibres impresos. També guarda com a relíquies els regals dels Reis Mags d'Orient, un peu del teòleg Sant Gregori, un tros de la Vera Creu, diversos vasos sagrats i ornaments.